# Сендрије
Сендрије (фр. Cendrieux) насеље је и општина у југозападној Француској у региону Аквитанија, у департману Дордоња која припада префектури Периже.
По подацима из 2011. године у општини је живело 574 становника, а густина насељености је износила 18,99 становника/km². Општина се простире на површини од 30,23 km². Налази се на средњој надморској висини од 226 метара (максималној 263 m, а минималној 150 m).

## Демографија
| 1962. | 1968. | 1975. | 1982. | 1990. | 1999. | 2011. |
| ----- | ----- | ----- | ----- | ----- | ----- | ----- |
| 603   | 563   | 477   | 465   | 467   | 552   | 574   |

График промене броја становника у току последњих година